# Short Stories of Crime, Detection & Mystery
CDM (Short Stories of Crime, Detection & Mystery (CDM)) är en tidskrift för kriminalnoveller. Den grundades 1991 av Per Olaisen. Åren 1991-2005 utkom CDM med 4 nr/år (nr 1-60) och 2006-2007 med 2 nr/år (nr 61-64). Fr.o.m. 2008 (nr 65-) utkommer tidskriften med ojämna mellanrum.